# Do It Again (песня The Chemical Brothers)
«Do It Again» (с англ. — «Сделай это снова») ― сингл британского дуэта The Chemical Brothers с их студийного альбома 2007 года We Are the Night. В нем присутствует вокал Али Лав. Сингл занял 2-е место в чарте Италии. Он также попал в UK Singles Chart, где занял 12-е место. Сингл был выпущен в iTunes Store 15 мая 2007 года. ОН также был номинирован на премию Грэмми за лучшую танцевальную запись.
Он был использован в рекламном ролике аромата Пако Рабана «One Million».

## Трек-лист
UK CD
1. "Do It Again" (edit)
2. "Do It Again" (Oliver Huntemann remix) – 6:09

UK 7" (limited edition white vinyl)
1. "Do It Again" (edit)
2. "No Need"

UK 12"
1. "Do It Again" (extended mix)
2. "Clip Kiss"

EU CD
1. "Do It Again" (edit)
2. "Do It Again" (Oliver Huntemann remix)
3. "No Need"

US CD
1. "Do It Again" (extended mix)
2. "Do It Again" (Oliver Huntemann remix)
3. "Do It Again" (Audion's House Arrest mix)
4. "Clip Kiss"
5. "No Need"

US 12"
1. "Do It Again" (extended mix)
2. "Clip Kiss"
3. "Do It Again" (Audion's House Arrest mix)

US iTunes and Napster
1. "Do It Again"
2. "Do It Again" (extended mix)
3. "Do It Again" (Oliver Huntemann remix)
4. "Clip Kiss"

## Чарты

### Еженедельные чарты
| Чарт (2007)                     | Высшая позиция |
| ------------------------------- | -------------- |
| Австрия (Ö3 Austria Top 40)     | 59             |
| Бельгия/Фландрия (Ultratop 50)  | 8              |
| Бельгия/Валлония (Ultratop 50)  | 29             |
| Германия (GfK)                  | 65             |
| Италия (FIMI)                   | 2              |
| Нидерланды (Single Top 100)     | 26             |
| Шотландия (OCC Scotland)        | 7              |
| Испания (PROMUSICAE)            | 3              |
| Швейцария (Schweizer Hitparade) | 86             |
| Великобритания (OCC UK Singles) | 12             |
| Великобритания (OCC UK Dance)   | 1              |

### Ежегодные чарты
| Чарт (2007)  | Позиция |
| ------------ | ------- |
| Italy (FIMI) | 38      |